# Ellen Spijkstra

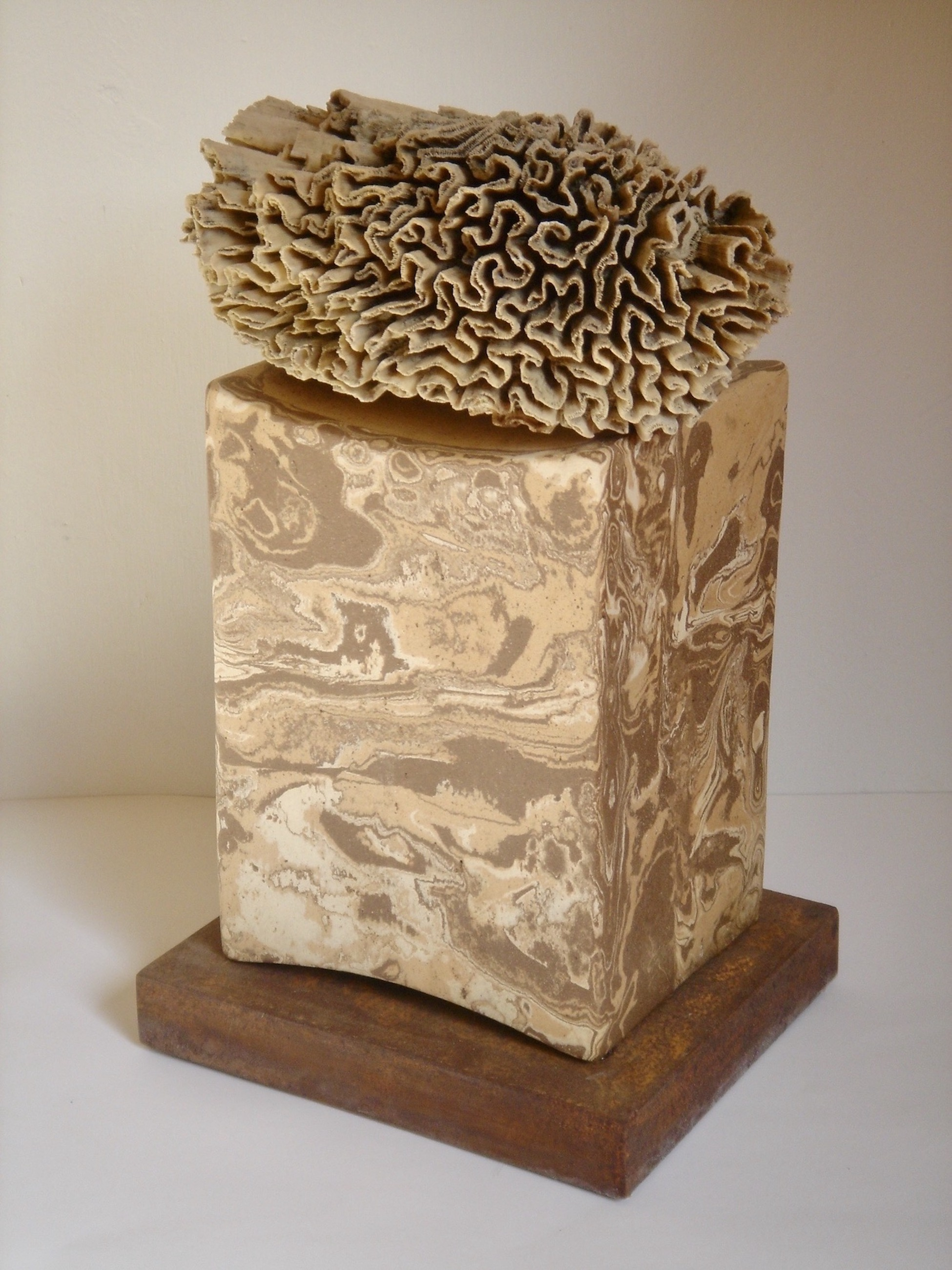
Frozen Turmoil (20x18x30 cm), mramorovaná kamenina, fosilní korály a ocel, 2004

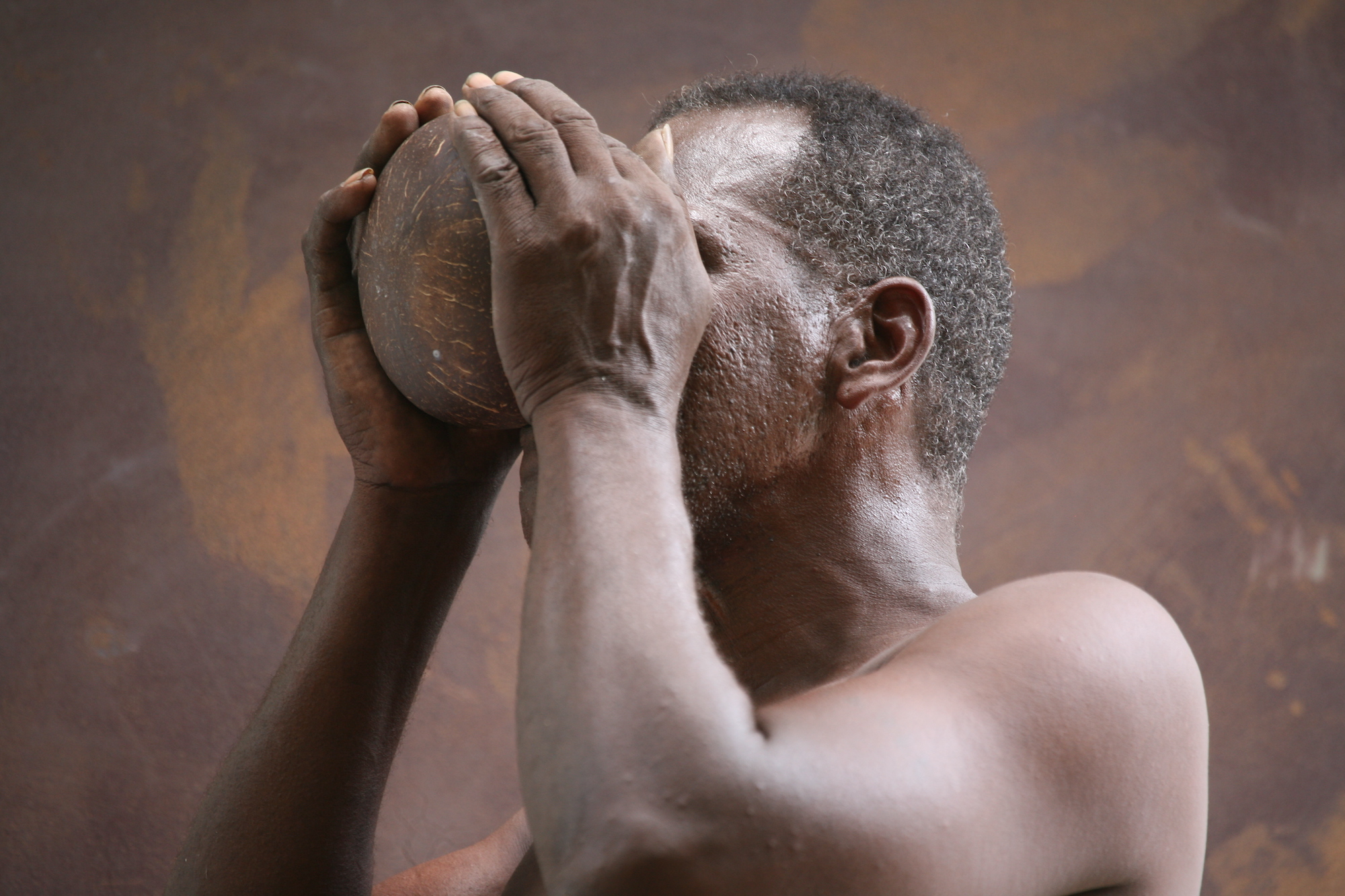
Ritual pa union i forsa, 2017

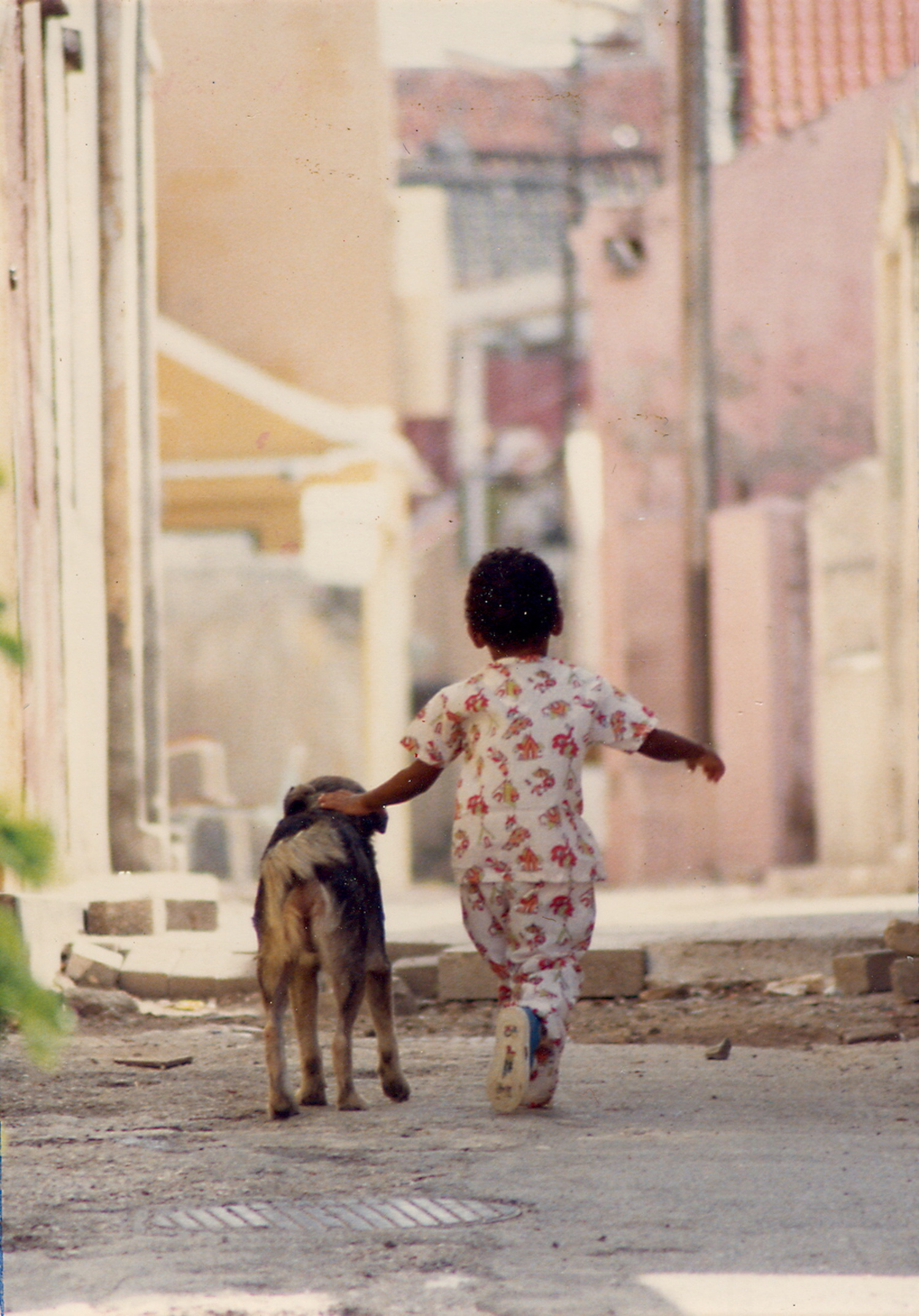
Mi Kacho, 1992

Ellen Spijkstra (* 3. srpna 1957) je nizozemská umělkyně pracující s keramikou a fotografka, rezidentka v Curaçao.

## Životopis
Ellen Spijkstra studovala na Academie Minerva v Groningenu. V roce 1980 se se svým manželem Ericem de Brabanderem přestěhovala na Curaçao. V letech 1985–1986 absolvovala letní kurz foukání skla na Rochester Institute of Technology v metropolitní oblasti Rochesteru v New Yorku, poté následovaly teoretické kurzy studia hlíny a glazury a konstrukce pecí v rámci programu Master of Fine Arts Ceramics. Po této celoroční přestávce se natrvalo usadila na Curaçao. Založila keramické studio Girouette a do roku 2012 pořádala kurzy keramiky. Fotografie byla zpočátku jen koníčkem, ale poté, co v roce 1985 zvítězila v místní fotografické soutěži, začala se intenzivně věnovat traké fotografii. V roce 1991 absolvovala kurz fotografie na New York Institute of Photography.
Spijkstra čerpá většinu své inspirace z přírodního prostředí Curaçao. Kombinuje keramiku s fragmenty hornin a korálů a do své keramiky integruje fotografie korálů. Jejími hlavními tématy jsou země a voda, život a rozklad. Vytváří keramické kousky v různých měřítcích, od malých po monumentální, a nejraději pracuje na sériích.
Spijkstra učila mimo jiné na Institutu Buena Bista v Curaçao, Ateliers '89 v Arubě a na Taller Escuela Arte Fuego v Caracasu. Jako rezidentka pracovala v Taller Varadero na Kubě (sedmé bienále v Havaně), v Resen International Ceramic Colony v Resen a v Shangyu Celadon Modern International Ceramic Center v Shangyu v Číně.
Díla umělkyně jsou součástí, kromě jiných muzeí, sbírky Curaçaosch Museum.
Je členkou Mezinárodní akademie keramiky.

## Publikace
- Global Local: Ellen Spijkstra Ceramics and Photography. Harderwijk: d'jonge Hond, 2008. With texts by Saskia Meijer and Marjan Unger. ISBN 978-90-89100-73-3.

## Samostatné výstavy
- 1988 Ceramic sculptures and photographs, Het Curaçaosch Museum[13]
- 1989 Ellen Spijkstra, Taller Escuela Arte Fuego, Caracas[14]
- 1993 Lustrum Prijs, Het Curaçaosch Museum, Curaçao
- 2000 Curaçao Harbor Tour, Maritiem Museum Curaçao
- 2003 Passage of Time, Art Studio Insight, Aruba[15]
- 2004 Waterwerk, Dutch Maritime Museum, Amsterdam[16]
- 2005 Baranka Korsou, Gallery Alma Blou, Curaçao
- 2006 Ellen Spijkstra, Blow-up Gallery, Amsterdam
- 2008 Kleurgamma Downtown, Amsterdam[17]
- 2008 Photoimagen, The French Embassy Gallery, Santo Domingo[18]
- 2008 Global Local, Galerie Bloemhof, Curaçao[19]
- 2009 Ellen Spijkstra, Photography and Ceramics, Galerie Taptoe, Brussel[20]
- 2013 Oud en Nieuw, Avila Beach Hotel, Curaçao[21]
- 2015/18 Open Atelier Route, Studio Girouette, Curaçao[22]
- 2019 Ellen Spijkstra – An artistic journey, Het Curaçaosch Museum, Curaçao[23]

## Ocenění
- 1985 First Prize, photo competition 'Inner Wheel', Curaçao[24]
- 1989 Third Prize, international photo competition 'Architecture', New York Institute of Photography, USA[25]
- 1990 Award of Merit, international photo competition 'Romance', New York Institute of Photography, USA[25]
- 1993 Curaçao Museum Lustrum Prize, Curaçao[26]
- 1999 Honorable Mention Arte '99, Curaçao[1]
- 2000 Award final selection, Sixth Taiwan Golden Ceramics Awards Exhibition; the opening exhibition of the new Taipei County Yingko Ceramic Museum, Taiwan[27]
- 2014 Best Work of Art Tile, Elit-Tile 2014/2015, Premio Fundación Susana de Moya, Dominikánská republika[28]
- 2015 Honorable Mention, Gyeonggi International Ceramic Biennale 2015, Jižní Korea[29][30]

## Keramika

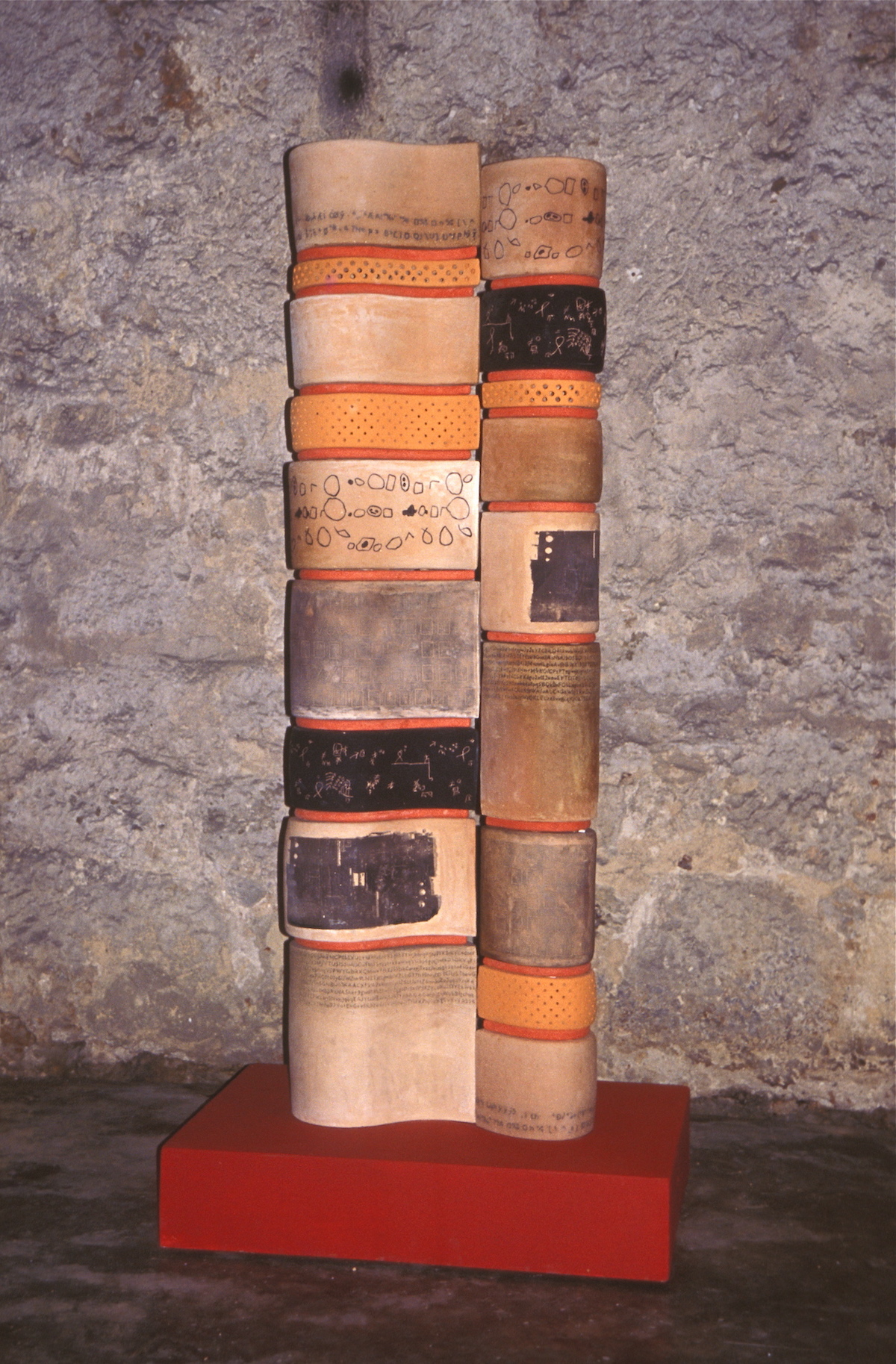
Totem of Confusion (60x30x220 cm), kamenina, underlaze and oxides, 7. bienále v Havaně, 2000
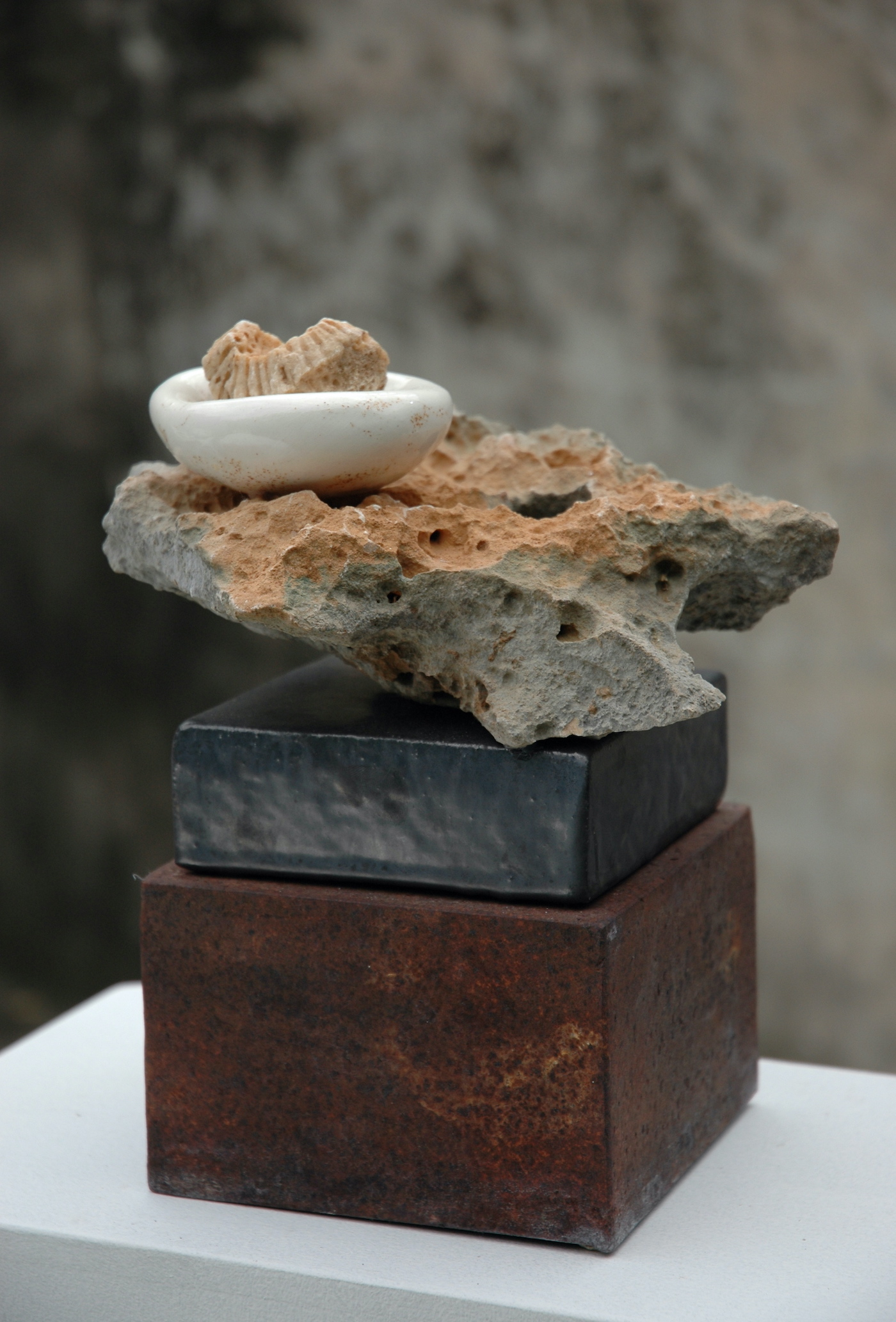
Prezentace Stone V (20x20x30 cm), glazovaná kamenina, porcelán, fosilní vápenec, korálový kámen a ocel, 2004
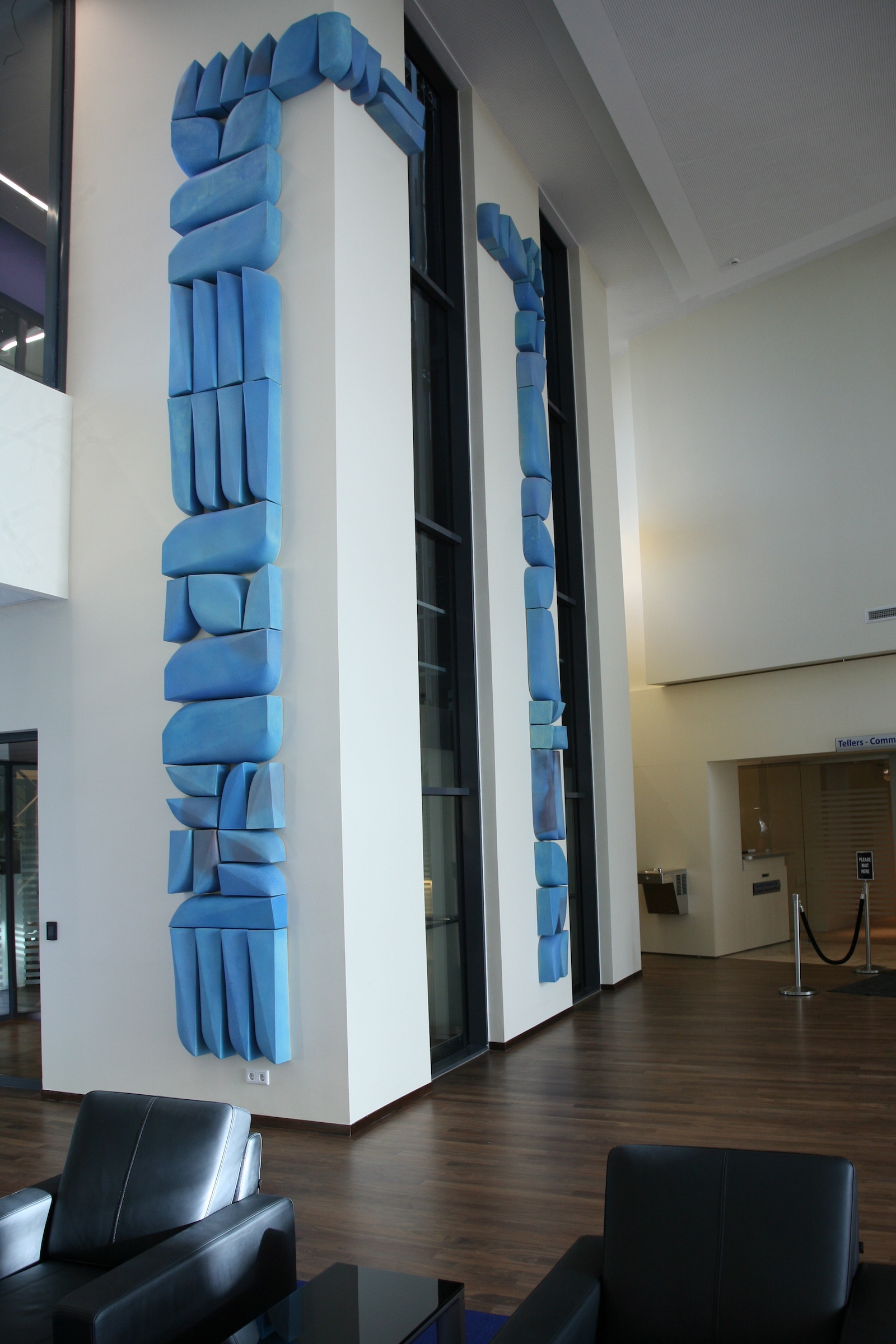
Brána k bráně (650x15x400 cm), glazovaná kamenina, Maduro & Curiel's Bank, 2011
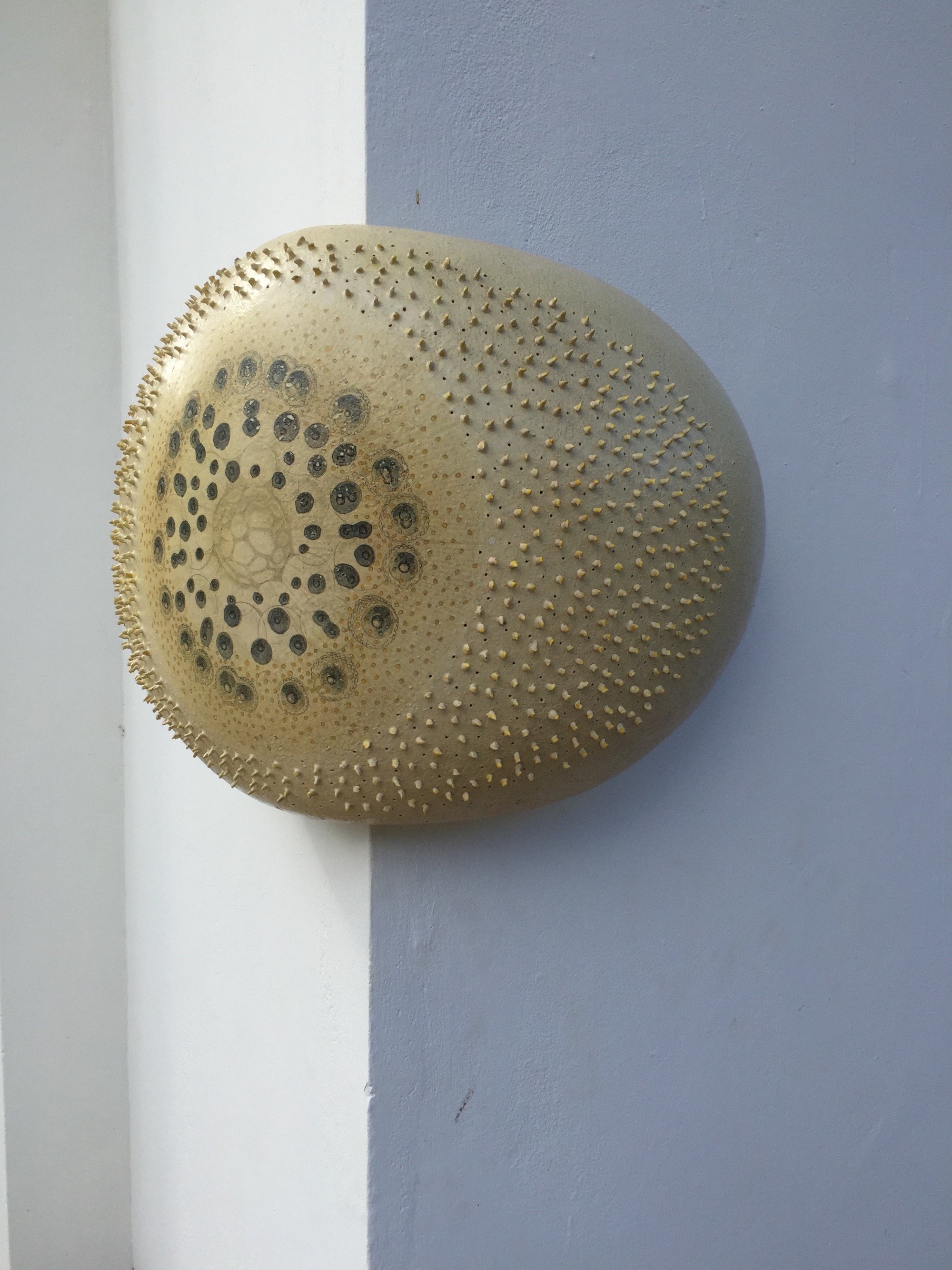
Mořský ježek (38x45x43 cm), glazovaná kamenina s keramickým potiskem, 2015
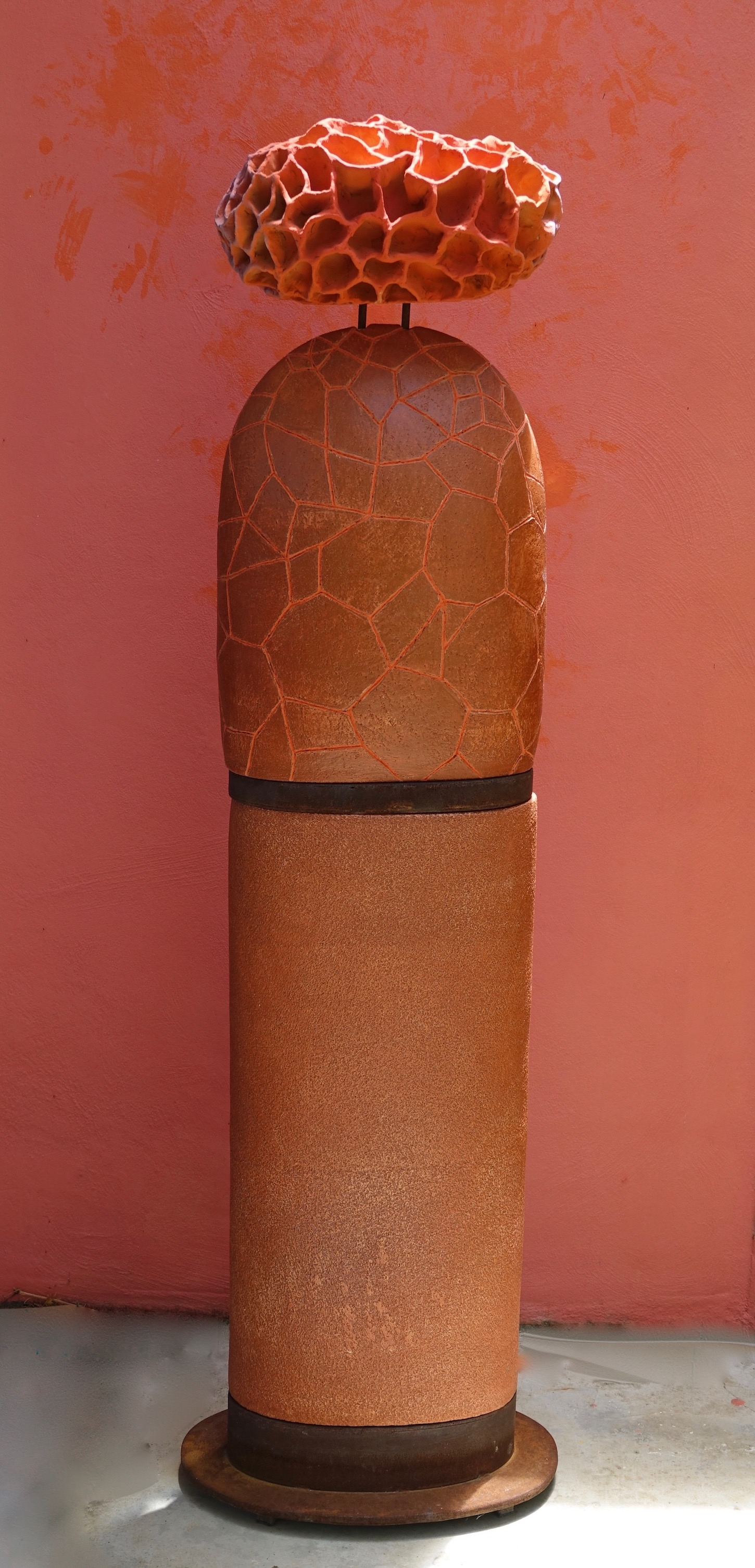
Oranžový květ (43x30x150 cm), kamenina, spodní prádlo, ocel, 2019
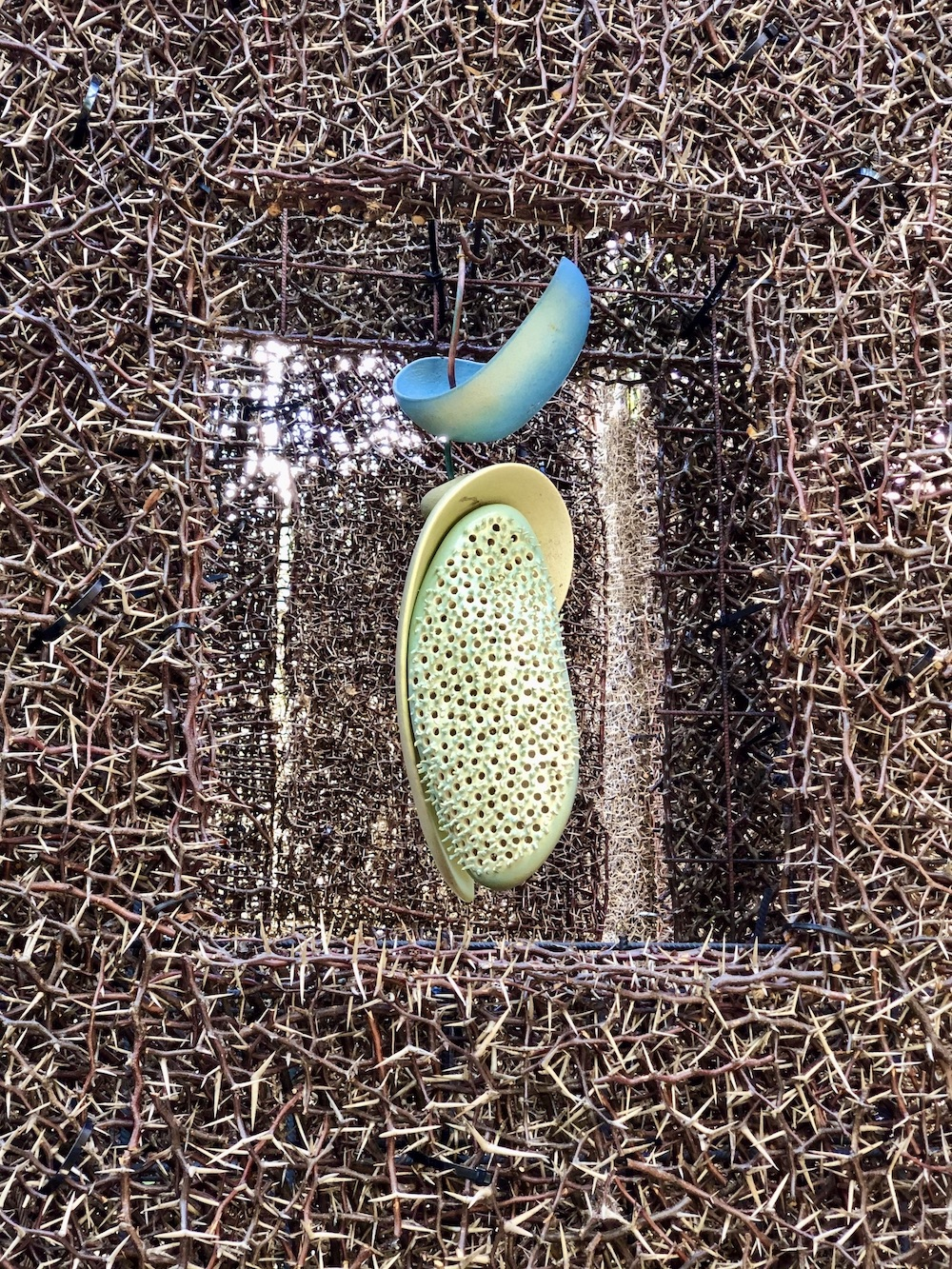
Flor di Sumpiña (20x20x65 cm), glazovaná kamenina a měď, trnová katedrála, 2020

## Fotografie

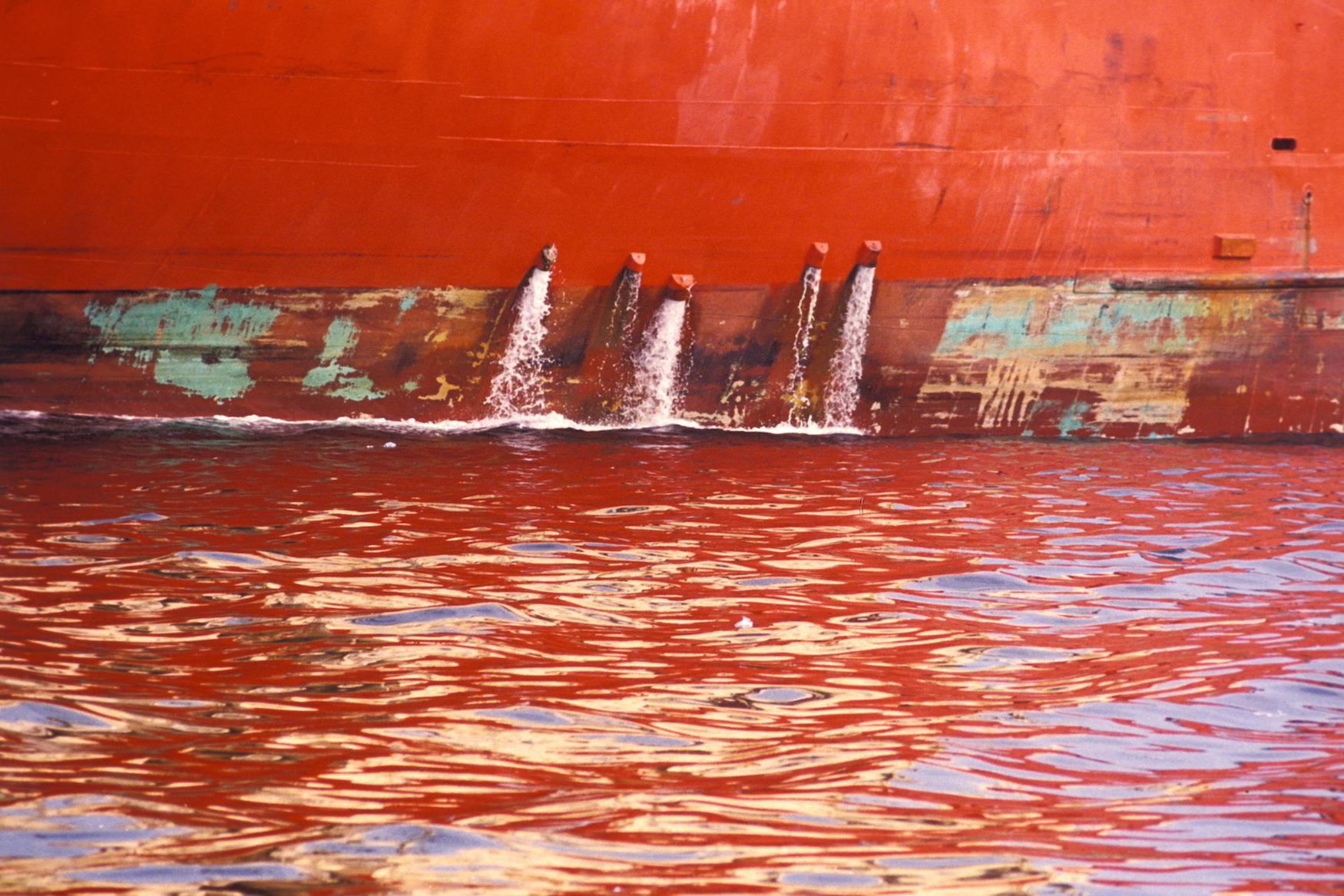
Prohlídka přístavu Curaçao č. 1, 1998
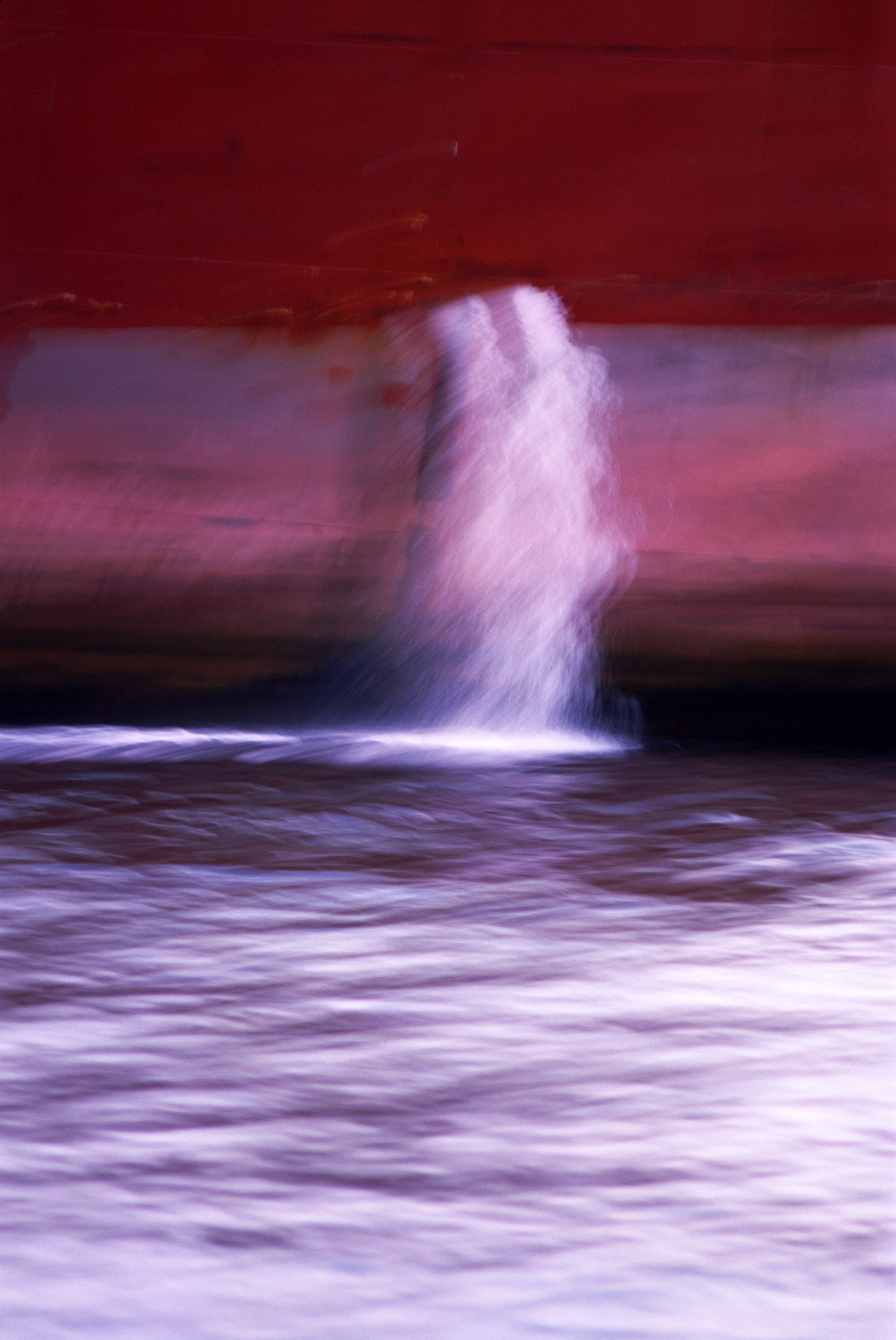
Prohlídka přístavu Curaçao č. 33, 2000
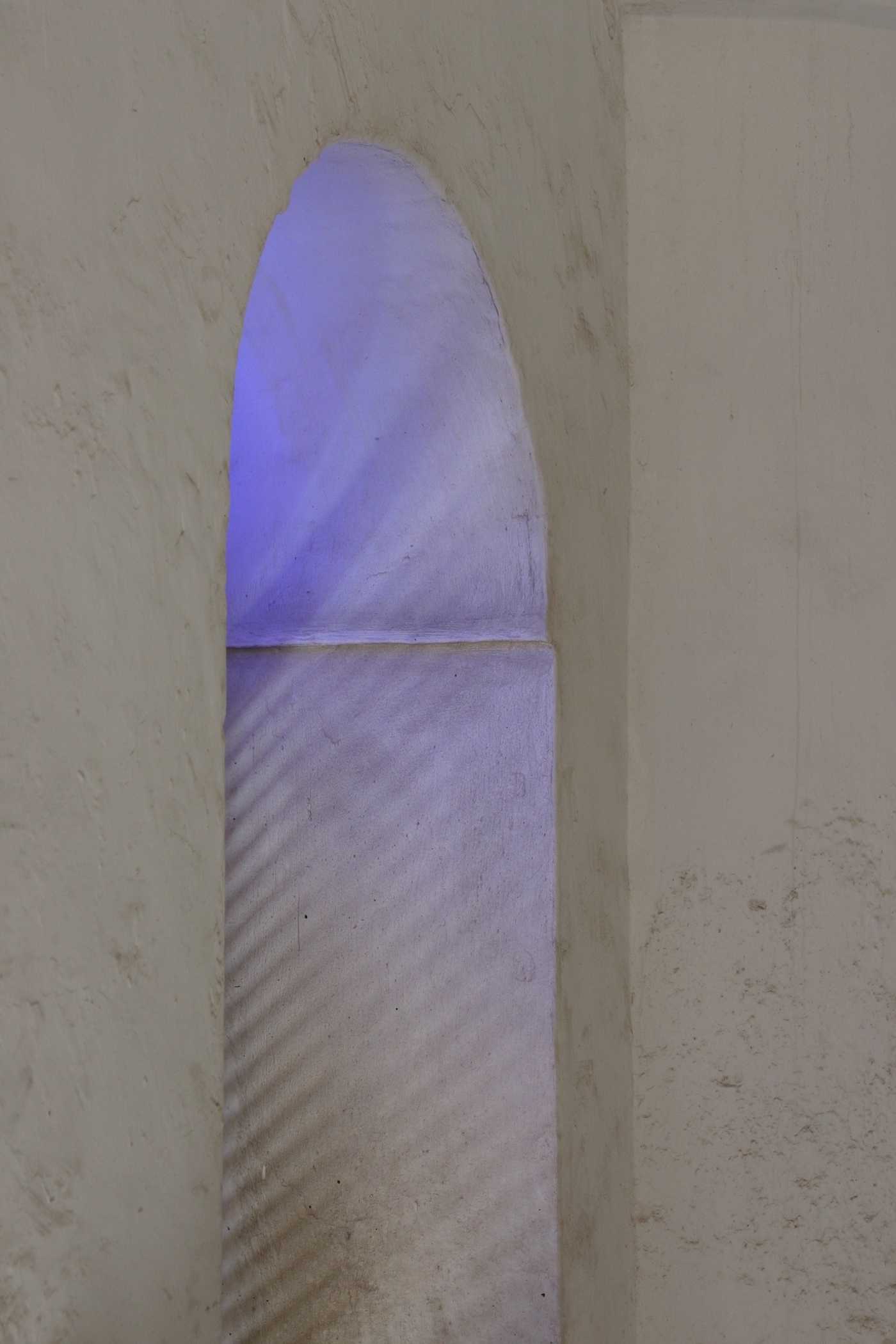
Detail 275 let staré synagogy, 2007
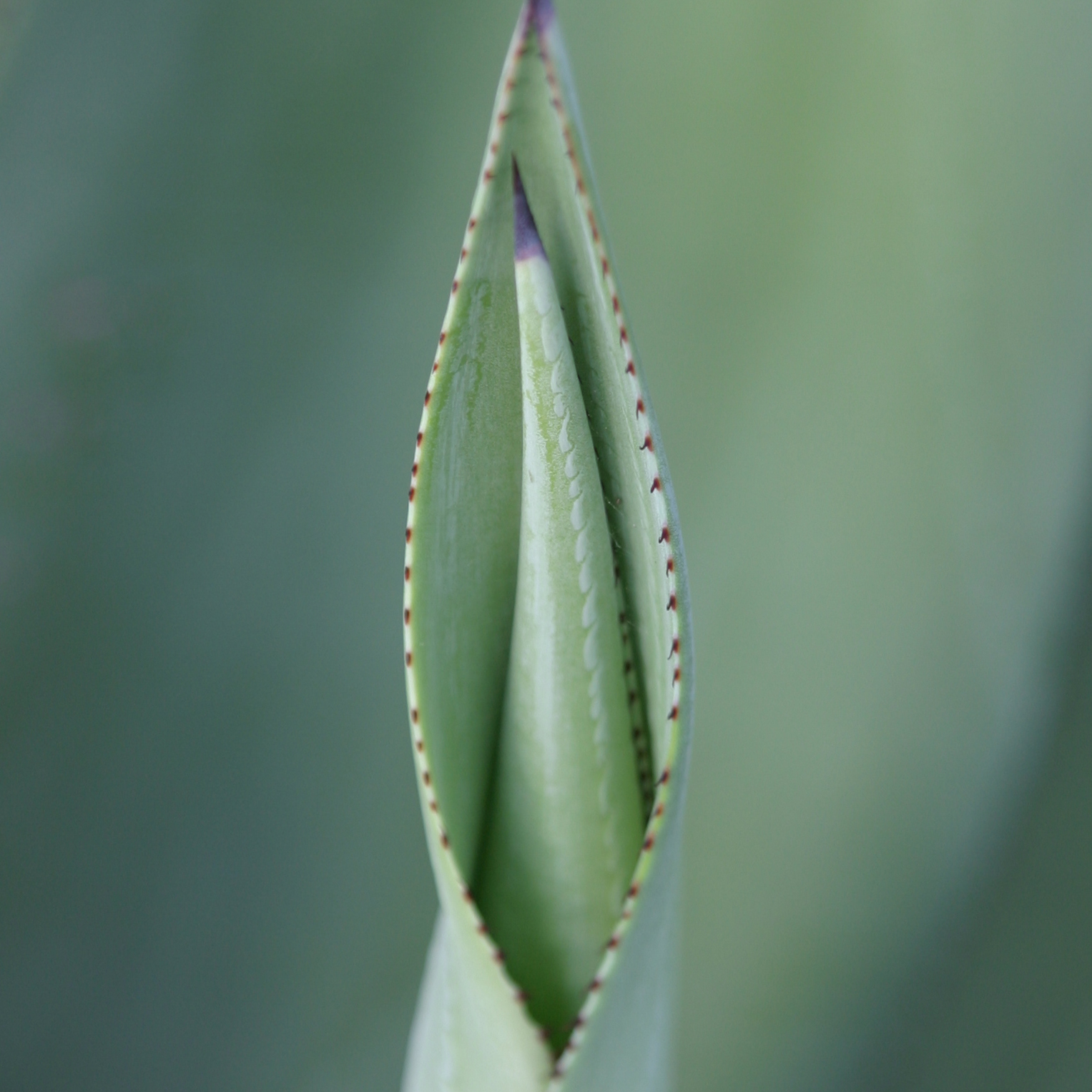
Monolog vagíny, 2007
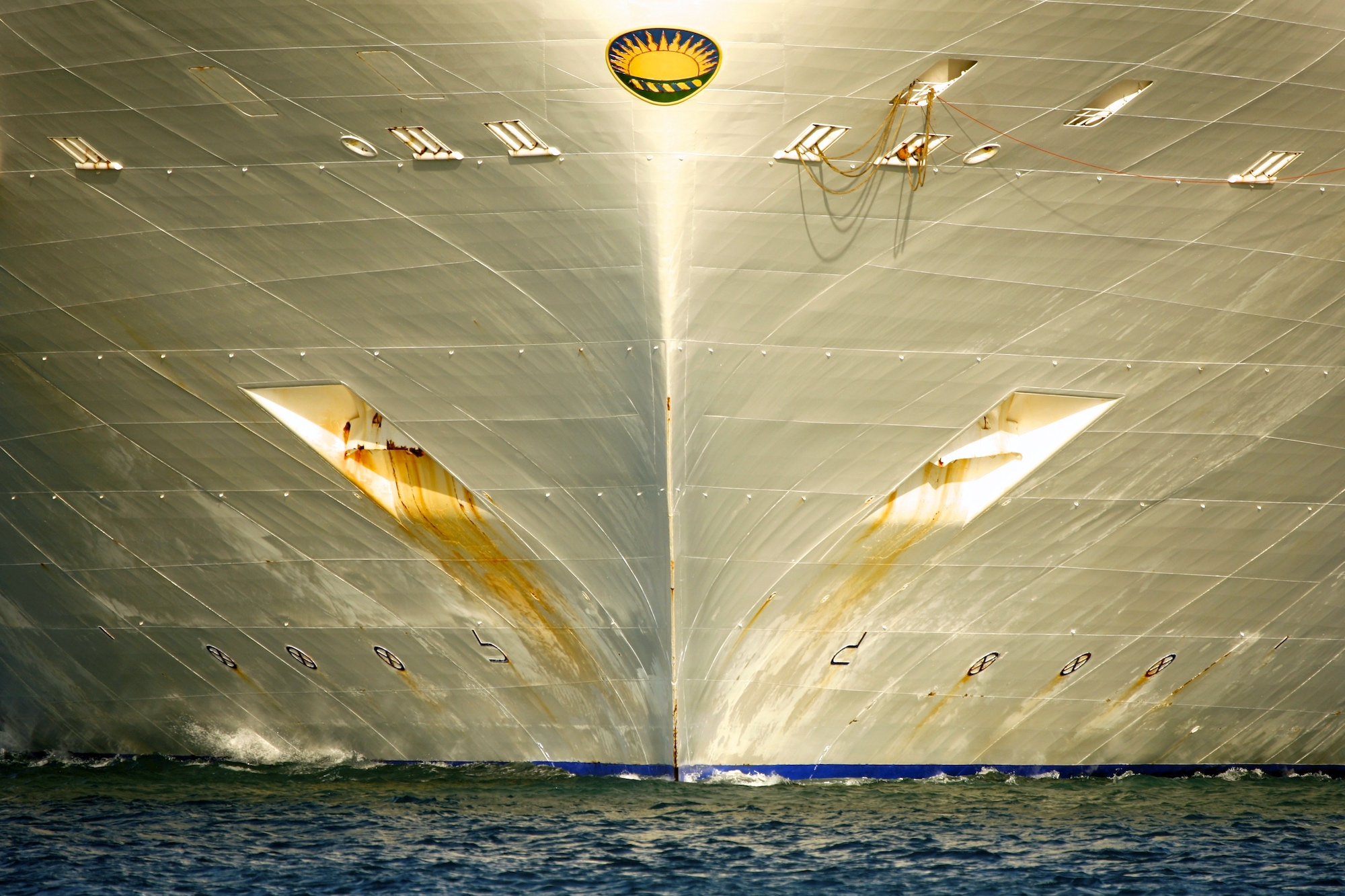
Caribbean Harbour Tour č. 16, 2014